# Poisson (pharaon)
Pour les articles homonymes, voir Poisson (homonymie).
Poisson est le nom d'un souverain égyptien prédynastique, dont l'existence est très controversée. Il est considéré comme un souverain de la Basse-Égypte ou d'une partie de la Basse-Égypte à la fin de la période préhistorique,. Il aurait régné à la fin du XXXIe siècle avant notre ère.
Le Roi Poisson n'est connu que par les objets qui portent sa marque, le hiéroglyphe du poisson. Il est peut-être un roi de la dynastie zéro,. Les dates et l'étendue géographique de son règne ne sont pas connues, pas plus que son véritable nom.
Cependant, il n'a probablement jamais existé et serait une interprétation due à une mauvaise compréhension des premiers signes hiéroglyphiques.